# تیم ملی بسکتبال یمن
تیم ملی بسکتبال یمن نماینده یمن در مسابقات بین‌المللی بسکتبال است. این تیم بالاترین سطح بسکتبال در کشور یمن نیز هست. این تیم از سال ۱۹۷۱ به فیبا پیوست.